# کینگ کریمسون
کینگ کریمسون یک گروه پراگرسیو راک بریتانیایی بود که در سال ۱۹۶۸ در لندن تشکیل شد. کینگ کریمسون توسط بسیاری افراد به عنوان یکی از پایه‌گذاران سبک پراگرسیو راک شناخته می‌شود. گروه از سبک‌های بسیاری الهام گرفته و آن‌ها را در طول تاریخ پنج دهه‌ای خود به کار بسته‌است، از جمله جز، موسیقی فولک، موسیقی کلاسیک، موسیقی اکسپریمنتال، سایکدلیک راک، هارد راک و هوی متال، موسیقی موج نو، الکترونیکا، گملن (Gamelan) و درام اند بیس. از ویژگی‌های موسیقی کینگ کریمسون ساختار و ترکیب بندی پیچیده و قطعه بی کلام طولانی است. کینگ کریمسون از جمله گروه‌های بسیار پرطرفدار است، با این وجود که آهنگ‌هایش خیلی در رادیوها پخش نشده و موزیک‌ویدئو نیز کم‌تر ساخته‌است.
این گروه در طول سال‌های فعالیت خود چندین بار منحل گشته و اعضای بسیاری در زمان‌های متفاوت در آن مشارکت داشته‌اند. تنها عضو ثابت گروه رابرت فریپ، گیتاریست و پیشرانه اصلی گروه در طول این سال‌ها است.

## تاریخچه
در آگوست ۱۹۶۷ برادران جایلز، مایکل و پیتر، به منظور جذب یک ارگانیست-خواننده آگهی می‌دهند. فریپ که یک گیتاریست غیر خواننده بود پاسخ داده و پس از ۳۰ روز تمرین و ضبط آلبوم دیوانگی مسرور جایلز، جایلز و فریپ را روانه بازار کردند که با اقبال چه از طرف عموم و چه از طرف منتقدان رو به رو نشد.
اولین آلبوم گروه در سال ۱۹۶۹ با نام در بارگاه شاه کریمسون منتشر شد که تا به امروز موفق و تأثیرگذارترین آلبوم گروه به‌شمار می‌آید. این آلبوم شامل ۵ قطعه در ۴ سبک مختلف راک است. این آلبوم به اعتقاد بسیاری یکی از مهم‌ترین و بهترین آثار در سبک پراگرسیو راک به‌شمار می‌رود. در در بارگاه شاه کریمسون گرگ لیک نقش خوانندگی و نوازندگی گیتار باس را ایفا می‌کند.
بعد از اتمام کار این آلبوم گرگ لیک برای پیوستن به گروه امرسون، لیک اند پالمر کینگ کریمسون را ترک کرد.
دومین آلبوم گروه با نام پس از پوزیدون در سال ۱۹۷۰ روانه بازار شد. در این آلبوم از اشعار پیتر سینفیلد استفاده شد. گرِگ لِیک برای خوانندگی این آلبوم دوباره به گروه دعوت شد. در همان سال آلبوم بعدی گروه با نام مارمولک منتشر شد و در سال ۱۹۷۱ گروه آلبوم جزیره‌ها را روانه بازار کرد.
پس از این آلبوم، گروه مجدداً دستخوش تغییراتی شد و به یکی از موفق و خلاق‌ترین ترکیب‌های خود رسید. این ترکیب که در بین سال‌های ۱۹۷۲ تا ۱۹۷۴ سه آلبوم زبان‌های چکاوک در درخت زبان گنجشک، بی‌ستاره و کتاب مقدس سیاه و سرخ را منتشر کرد، از رابرت فریپ، بیل بروفورد و جان وتان تشکیل شده بود. پس از انتشار آلبوم آخر، رابرت فریپ گروه را منحل اعلام نموده و دلیل آن را سرخوردگی از گروه و صنعت موسیقی اعلام کرد که با توجه به موفقیت‌های گروه بسیار عجیب بود.
انحلال تا سال ۱۹۸۱ ادامه داشت، رابرت فریپ دوباره گروه را با اعضای جدید مانند آدریان بلو که سابقه همکاری با گروه پانک هنری تاکینگ هدز داشت، شکل داد. حاصل فعالیت ترکیب ۴ نفره جدید، شامل تونی لوین و بیل بروفورد، ۳ آلبوم متفاوت از لحاظ سبکی به نام‌های انضباط (۱۹۸۱)، ضربان (۱۹۸۲) و سه‌تا از یک جفت کامل (۱۹۸۴) بود. در این دوره گروه طیف جدیدی از سبک‌هایی که موسیقی خود را از آن الهام گرفته ارائه می‌کند. سبک‌هایی مانند پست-پانک، موج نو، فانک و موسیقی چند ریتمی محلی آفریقا. پس از این گروه دوره دوم انحلال خود را مابین سال‌های ۱۹۸۴ تا ۱۹۹۴ تجربه می‌کند.